# زبان ناواهو
زبان ناواهو یکی از زبان‌های آتاباسکی است که در غرب آمریکای شمالی گویشورانی دارد.
از سدهٔ نوزدهم میلادی کوشش‌هایی برای به نگارش درآوردن این زبان انجام پذیرفته‌است.